# Phú Lương, Phú Vang
Phú Lương là một xã thuộc huyện Phú Vang, thành phố Huế, Việt Nam.
Xã có diện tích 17,82 km², dân số năm 1999 là 5.751 người, mật độ dân số đạt 323 người/km². Nơi đây chủ yếu canh tác nông nghiệp, cụ thể là lúa nước.

## Hành chính
Từ năm 2018, xã Phú Lương có 3 thôn:
1. Lê Xá (được sáp nhập từ 3 thôn Lê Xá Tây, Lê Xá Trung, Lê Xá Đông).
2. Văn Giang (được sáp nhập từ 4 thôn Giang Tây, Giang Trung, Đông A, Đông B).
3. Vĩnh Lương Khê (được sáp nhập từ 3 thôn Lương Lộc, Khê Xá, Vĩnh Lưu).